# 太陽眼鏡

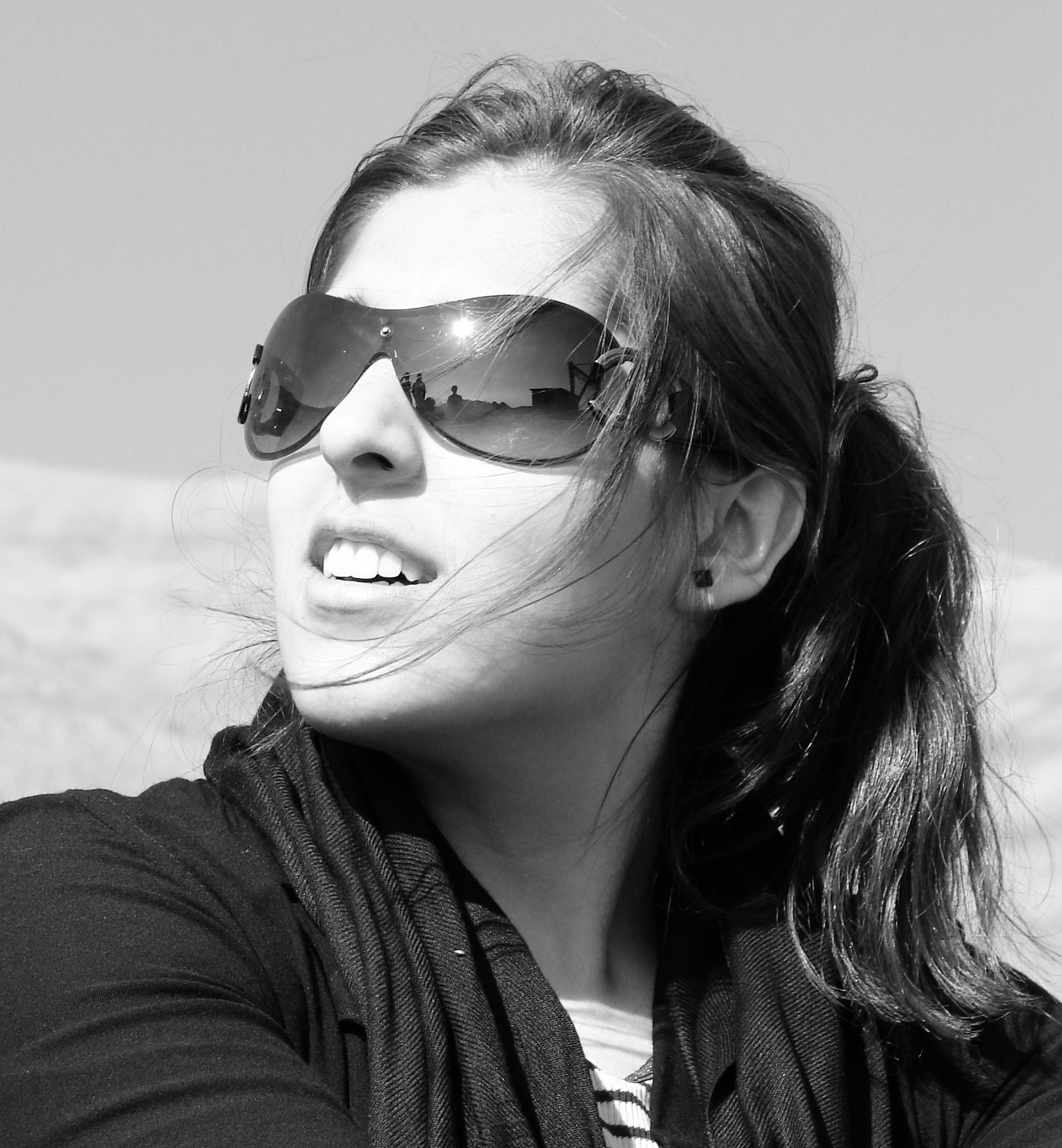
大鏡片在陽光直射下可提供良好的保護，但還需在太陽穴方向有寬大的鏡架，以對抗側面的“雜散光”（嚴禁直視太陽）

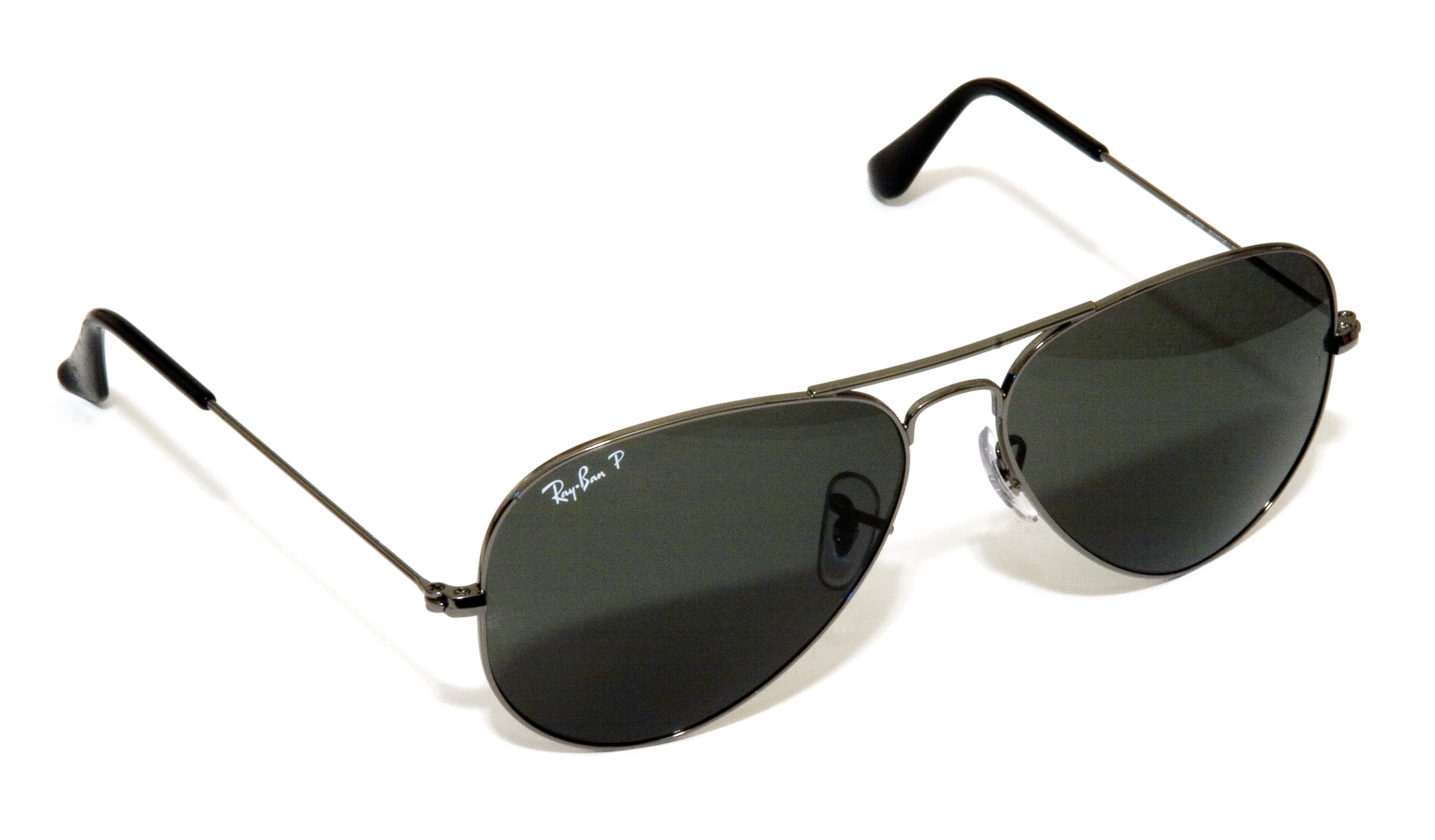
雷朋飛行員太陽眼鏡

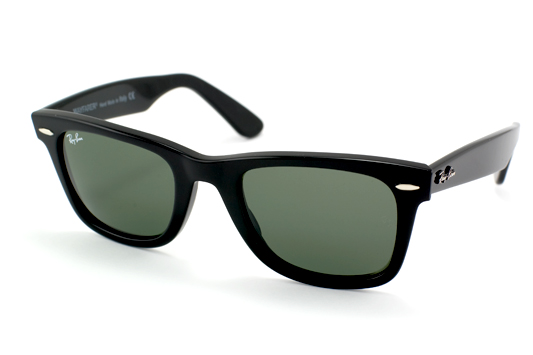
雷朋徒步旅行者太陽眼鏡

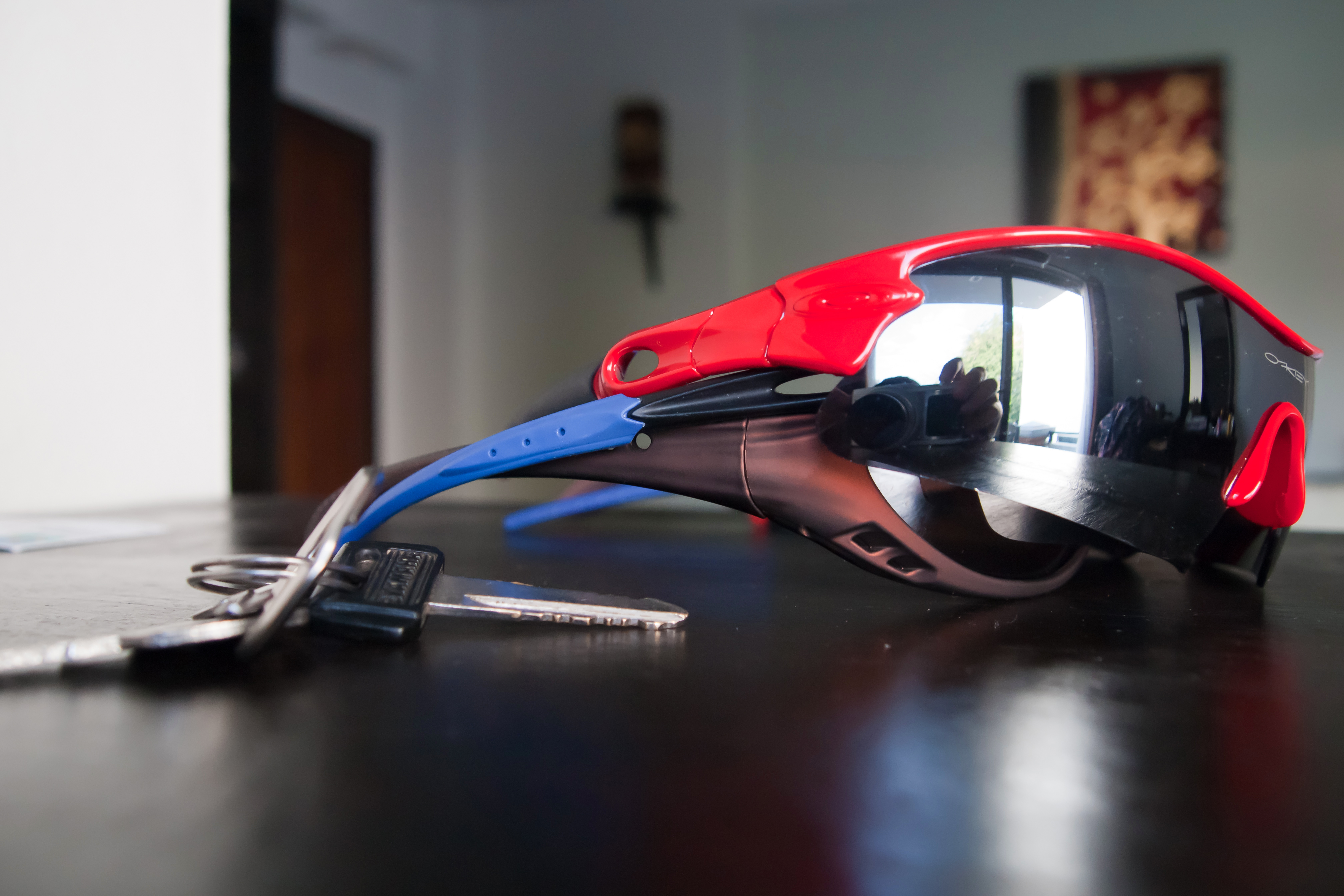
鏡面環繞式太陽眼鏡

太陽眼鏡，又称墨镜或者太阳镜，是為了保護眼睛所設計的护目镜，鏡片往往是黑色或深色，藉此來避免陽光（尤其是紫外線）刺激眼部，同時太陽眼鏡有壽命需定期送檢。

## 历史

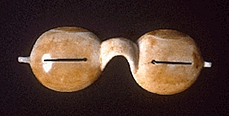
因紐特人雪鏡的功能，在於減少暴露在陽光下，而不是通過降低它的強度

在史前時代，因紐特人早已使用海象牙製品的护目镜來減少太陽照射量。

## 功能

### 减弱光线强度
减弱光线强度，使眼睛感到舒适。不同颜色的镜片对光线过滤的作用也有差别。灰色是最好的太陽眼鏡顏色。因為灰色鏡片對各顏色波長吸收均勻，不會改變物體原色，而墨綠色的效果和灰色差不多;棕色看景物時呈現溫暖橘紅調，讓視覺效果變得柔和。 再者，運動員最常用黃色鏡片，可以阻隔有害藍光，另外黃色鏡片也適用室內或夜晚駕車佩戴，可擋掉刺眼亮光。但是 相反地，藍色鏡片會吸引有害的藍色光線通過眼睛所以並不建議是用在太陽眼鏡上。

### 阻挡紫外线
UV400（即能夠阻抗波長400以下的UV光線），紫外线中的UVB会损害眼睛健康，特别是在佩戴墨镜后，由于进入眼睛的光线减少，瞳孔会自动变大，若没有紫外线过滤功能，那紫外线对眼睛的伤害将更加严重，2008年4月15日起，中國國內出廠或國外通關進口至台灣的太陽眼鏡，都必須通過經濟部標準檢驗局、財團法人塑膠工業技術發展中心或台灣電子檢驗中心檢測合格才能販售，檢測內容包括抗紫外線能力（須達UV400）、鏡片光譜穿透率、偏光性等光學性測試，以及化學性和耐燃性等檢驗。

### 偏光功能

偏光過濾效果

偏光鏡将光偏极化，把不同方向的反射光整理成同向光，过滤因散射、屈折、反射等原因造成的眩光（漫反射光）。檢查偏光功能可將鏡片正對手機或電腦顯示屏（一定要是液晶顯示器），鏡片與顯示屏保持平行，然後緩慢旋轉鏡片，真正的偏光鏡在旋轉到一定角度時顯示屏透過鏡片的光線會明顯變暗，反之則不是偏光鏡。

## 流行文化
太阳镜也是明星或有一定知名度的人士常带的服饰，这带动不少人以戴太阳镜作为耍帅或潮流时尚的标志。